# Raoul Journo
Raoul Journo (arabe : رؤول جورنو), né le 18 janvier 1911 à Tunis et mort le 22 novembre 2001 à Paris 10e, est un chanteur tunisien et compositeur de musique arabo-andalouse.

## Biographie
De confession juive, Journo est surtout connu pour ses talils, des compliments et vœux adressés aux invités lors d'une réjouissance (mariage, bar-mitsvah, circoncision, pèlerinage, etc.), à tel point qu'aujourd'hui encore, ses textes et musiques sont repris entièrement par les orchestres lors de ce type de soirées.
Après son départ pour la France en 1965, il retournera en Tunisie à plusieurs reprises.
Journo a marqué la culture juive aussi bien en Tunisie, qu'en Israël ou en France où les airs de ses chansons sont, avec ceux de Farid El Atrache, parmi les plus utilisés pour les prières traditionnelles juives.
À sa mort, Raoul Journo est inhumé à Jérusalem.

## Distinctions
- Officier de l'Ordre du mérite culturel (Tunisie, 3 août 1980).
- Chevalier des Arts et des Lettres (France, 3 octobre 1985)[2].